# Vincent Marcel
Vincent Marcel (Basse-Terre, 9 aprile 1997) è un calciatore francese, centrocampista del Villefranche.

## Caratteristiche tecniche
È un esterno destro.

## Carriera
Cresciuto nelle giovanili del Le Havre, nel 2015 viene acquistato dal Nizza che lo aggrega alla squadra riserve.
Fa il suo esordio da professionista il 12 dicembre successivo nel match vinto 2-0 contro il Sète subentrando nel finale a Saïd Benrahma.
La stagione successiva viene aggregato con maggior frequenza alla prima squadra, facendo il suo esordio da titolare in Ligue 1 il 14 agosto 2016 nel match vinto 1-0 contro lo Stade Reims.

## Statistiche

### Presenze e reti nei club
Statistiche aggiornate al 6 maggio 2017.
| Stagione        | Squadra         | Campionato      | Campionato | Campionato | Coppe nazionali | Coppe nazionali | Coppe nazionali | Coppe continentali | Coppe continentali | Coppe continentali | Altre coppe | Altre coppe | Altre coppe | Totale | Totale |
| Stagione        | Squadra         | Comp            | Pres       | Reti       | Comp            | Pres            | Reti            | Comp               | Pres               | Reti               | Comp        | Pres        | Reti        | Pres   | Reti   |
| --------------- | --------------- | --------------- | ---------- | ---------- | --------------- | --------------- | --------------- | ------------------ | ------------------ | ------------------ | ----------- | ----------- | ----------- | ------ | ------ |
| 2015-2016       | Nizza 2         | CFA             | 13         | 2          | -               | -               | -               | -                  | -                  | -                  | -           | -           | -           | 13     | 2      |
| 2016-2017       | Nizza 2         | CFA             | 11         | 0          | -               | -               | -               | -                  | -                  | -                  | -           | -           | -           | 11     | 0      |
| Totale Nizza B  | Totale Nizza B  | Totale Nizza B  | 24         | 2          |                 | -               | -               |                    | -                  | -                  |             | -           | -           | 24     | 0      |
| 2016-2017       | Nizza           | L1              | 5          | 0          | CF+CdL          | 1+1             | 0               | UEL                | 2                  | 0                  | -           | -           | -           | 9      | 0      |
| Totale carriera | Totale carriera | Totale carriera | 29         | 2          |                 | 2               | 0               |                    | 2                  | 0                  |             | -           | -           | 33     | 2      |